# Palazzo Labella
Il Palazzo Labella è uno dei palazzi monumentali di Avigliano.

## Storia
Edificato intorno alla metà del XIX secolo, venne costruito sopra i primi due livelli osservabili tuttora; il palazzo venne devastato da un incendio nel 1970 e poi ristrutturato. Antonio Labella (1872-1944), poeta e uomo di lettere visse in quel luogo.